# Пітерсвілл
Пітерсвілл (англ. Petersville) — парафія в Канаді, у провінції Нью-Брансвік, у складі графства Квінс.

## Населення
За даними перепису 2016 року, парафія нараховувала 681 особу, показавши скорочення на 5,8%, порівняно з 2011-м роком. Середня густина населення становила 1,2 осіб/км².
З офіційних мов обидвома одночасно володіли 75 жителів, тільки англійською — 610, тільки французькою — 5.
Працездатне населення становило 62,9% усього населення, рівень безробіття — 8,2% (14,3% серед чоловіків та 0% серед жінок). 91,8% осіб були найманими працівниками, а 6,8% — самозайнятими.
Середній дохід на особу становив $38 182 (медіана $30 528), при цьому для чоловіків — $48 368, а для жінок $27 236 (медіани — $39 488 та $22 464 відповідно).
28,4% мешканців мали закінчену шкільну освіту, не мали закінченої шкільної освіти — 23,3%, 48,3% мали післяшкільну освіту, з яких 17,9% мали диплом бакалавра, або вищий.
| Статево-вікова структура населення | Статево-вікова структура населення | Статево-вікова структура населення | Статево-вікова структура населення | Статево-вікова структура населення |
| ---------------------------------- | ---------------------------------- | ---------------------------------- | ---------------------------------- | ---------------------------------- |
|                                    |                                    |                                    |                                    |                                    |
| Всього                             | Всього                             | 50,0%                              |                                    |                                    |
| 0 — 14 років                       | 0 — 14 років                       |                                    | 13,9%                              | 13,9%                              |
| 15 — 64 років                      | 15 — 64 років                      |                                    | 65%                                | 65%                                |
| 65 і більше                        | 65 і більше                        |                                    | 21,2%                              | 21,2%                              |
| 85 і більше                        | 85 і більше                        |                                    | 0,7%                               | 0,7%                               |
| Середній вік (років)               | Середній вік (років)               | 45,843,2                           | 44,5                               | 44,5                               |
| Медіана (років)                    | Медіана (років)                    | 50,845,2                           | 48,2                               | 48,2                               |
| — чоловіки — жінки                 |                                    |                                    |                                    |                                    |

| Походження мешканців:     | Походження мешканців:     | Походження мешканців: | Походження мешканців: | Походження мешканців: |
| ------------------------- | ------------------------- | --------------------- | --------------------- | --------------------- |
| Походження                |                           |                       | осіб                  | %                     |
| Корінні американці        | Корінні американці        |                       | 25                    | 3.68%                 |
| Інше північноамериканське | Інше північноамериканське |                       | 290                   | 42.65%                |
| Європейське               | Європейське               |                       | 440                   | 64.71%                |
| британське                | британське                |                       | 380                   | 55.88%                |
| французьке                | французьке                |                       | 75                    | 11.03%                |
| Карибське                 | Карибське                 |                       | 10                    | 1.47%                 |

| Зайнятість населення за галузями (за класифікацією NOC): | Зайнятість населення за галузями (за класифікацією NOC): | Зайнятість населення за галузями (за класифікацією NOC): | Зайнятість населення за галузями (за класифікацією NOC): | Зайнятість населення за галузями (за класифікацією NOC): |
| -------------------------------------------------------- | -------------------------------------------------------- | -------------------------------------------------------- | -------------------------------------------------------- | -------------------------------------------------------- |
|                                                          |                                                          |                                                          |                                                          |                                                          |
| Управління                                               | Управління                                               |                                                          | 5,6%                                                     | 5,6%                                                     |
| Бізнес, фінанси та адміністрування                       | Бізнес, фінанси та адміністрування                       |                                                          | 13,9%                                                    | 13,9%                                                    |
| Природничі та прикладні науки                            | Природничі та прикладні науки                            |                                                          | 2,8%                                                     | 2,8%                                                     |
| Охорона здоров'я                                         | Охорона здоров'я                                         |                                                          | 5,6%                                                     | 5,6%                                                     |
| Освіта, правозахист, муніципальні та урядові служби      | Освіта, правозахист, муніципальні та урядові служби      |                                                          | 11,1%                                                    | 11,1%                                                    |
| Роздрібна торгівля та послуги                            | Роздрібна торгівля та послуги                            |                                                          | 22,2%                                                    | 22,2%                                                    |
| Гуртова торгівля, транспорт та обладнання                | Гуртова торгівля, транспорт та обладнання                |                                                          | 30,6%                                                    | 30,6%                                                    |
| Природні ресурси, сільське господарство                  | Природні ресурси, сільське господарство                  |                                                          | 2,8%                                                     | 2,8%                                                     |
| Виробництво                                              | Виробництво                                              |                                                          | 4,2%                                                     | 4,2%                                                     |

## Клімат
Середня річна температура становить 5,5°C, середня максимальна – 22,9°C, а середня мінімальна – -14,4°C. Середня річна кількість опадів – 1 211 мм.
| Клімат поселення                              | Клімат поселення | Клімат поселення | Клімат поселення | Клімат поселення | Клімат поселення | Клімат поселення | Клімат поселення | Клімат поселення | Клімат поселення | Клімат поселення | Клімат поселення | Клімат поселення | Клімат поселення |
| Показник                                      | Січ.             | Лют.             | Бер.             | Квіт.            | Трав.            | Черв.            | Лип.             | Серп.            | Вер.             | Жовт.            | Лист.            | Груд.            |                  |
| Середній максимум, °C                         | −2,91            | −1,62            | 3,63             | 9,91             | 16,34            | 21,08            | 22,87            | 22,12            | 17,70            | 11,73            | 5,92             | −1,11            |                  |
| Середня температура, °C                       | −8,63            | −7,36            | −2,1             | 4,18             | 10,63            | 15,35            | 18,58            | 17,85            | 13,42            | 7,45             | 1,64             | −5,4             |                  |
| Середній мінімум, °C                          | −14,36           | −13,08           | −7,82            | −1,54            | 4,89             | 9,64             | 14,31            | 13,57            | 9,14             | 3,18             | −2,63            | −9,68            |                  |
| Норма опадів, мм                              | 115              | 84               | 105              | 92               | 106              | 93               | 93               | 82               | 100              | 107              | 117              | 117              |                  |
| Середньомісячна швидкість вітру, м/с          | 3.80             | 3.82             | 3.92             | 3.80             | 3.42             | 3.00             | 2.70             | 2.53             | 2.85             | 3.24             | 3.54             | 3.80             |                  |
| Середньомісячна сонячна радіація, кДж/м²·день | 5392             | 8644             | 12347            | 15336            | 18153            | 20257            | 19997            | 17744            | 13311            | 8565             | 5140             | 4186             |                  |
| --------------------------------------------- | ---------------- | ---------------- | ---------------- | ---------------- | ---------------- | ---------------- | ---------------- | ---------------- | ---------------- | ---------------- | ---------------- | ---------------- | ---------------- |
| Джерело:                                      |                  |                  |                  |                  |                  |                  |                  |                  |                  |                  |                  |                  |                  |